# Benjamin Miles "C-Note" Franklin
Benjamin Miles "C-Note"Franklin die in de gevangenis een straf uitzat van zeven jaar en twee maanden, wordt in de serie Prison Break uitgebeeld door de acteur Rockmond Dunbar. Rockmond bekend als “Kenny Chadway”, in de serie “Soul Food”, speelde ook een rol in The Practice. Hij begon zijn filmloopbaan door een rol te spelen in Steven Spielbergs Earth 2. Daarna speelde hij een rol in de tv serie Good News. Hij trad ook op in shows als Felicity, The Pretender, Two Guys and a Girl, North Shore
en in de film Kiss, Kiss, Bang, Bang.

## Verhaal
Benjamin Miles "C-Note"Franklin (zijn figuur in Prison Break) is in de gevangenis van Fox River terechtgekomen omdat hij niet aan de slag kon komen en zodoende het criminele pad op ging om aan financiën te komen. Hij kwam daar terecht nadat hij door de politie in een door hem bestuurde wagen met gestolen goederen werd aangehouden. Later ontsnapt hij met een stel andere gevangenen uit Fox River. Na een aantal avonturen met de andere gevangenen weet hij zijn vrouw en dochter te bereiken en weet met beiden in een camper weg te komen. Als zijn dochtertje ziek wordt, gaat zijn vrouw eropuit om aan medicijnen te komen maar wordt gearresteerd. Benjamin gaat dan verder met zijn dochter, maar zij wordt zo ernstig ziek dat hij met haar naar een ziekenhuis moet. Ten einde raad besluit hij zich over te geven met als voorwaarde dat zijn vrouw weer wordt vrijgelaten en zijn dochter een goede behandeling zal krijgen. Hij belooft aan Alexander Mahone dat hij zal helpen de broers op te sporen. Als Mahone bij hem in de cel is verneemt deze dat de ontsnapten inmiddels gelokaliseerd zijn en hij laat Benjamin weten dat zijn hulp niet meer nodig is. En dan laat Mahone bij Benjamin een pakje bezorgen waarin een touw zit, met de bedoeling dat Benjamin zich zal opknopen. Hij overleeft zijn zelfmoordpoging, en Agent Wheeler biedt hem aan te vertellen wat er is gebeurd. In ruil voor de informatie over Mahone, wordt C-Note vrijgesproken van al zijn misdaden en is hij weer een vrij man.